# Monument aux Belges (Quatre Bras)
Le Monument aux Belges est un monument commémoratif situé sur le champ de bataille des Quatre Bras qui perpétue la mémoire des Belges morts lors de cette bataille le 16 juin 1815, deux jours avant la bataille de Waterloo.
Il ne doit pas être confondu avec le Monument aux Belges situé à Waterloo.

## Localisation
Abrité par un bosquet, le monument se situe à 400 m à l'ouest du carrefour des Quatre-Bras de Baisy-Thy, sur le territoire de la commune belge de Genappe, dans la province du Brabant wallon.
Il se trouve à environ 200 m du Monument à la cavalerie néerlandaise et du Monument aux troupes britanniques et hanovriennes.
À quelque distance, au sud des Quatre-Bras, se dresse le Monument Brunswick.

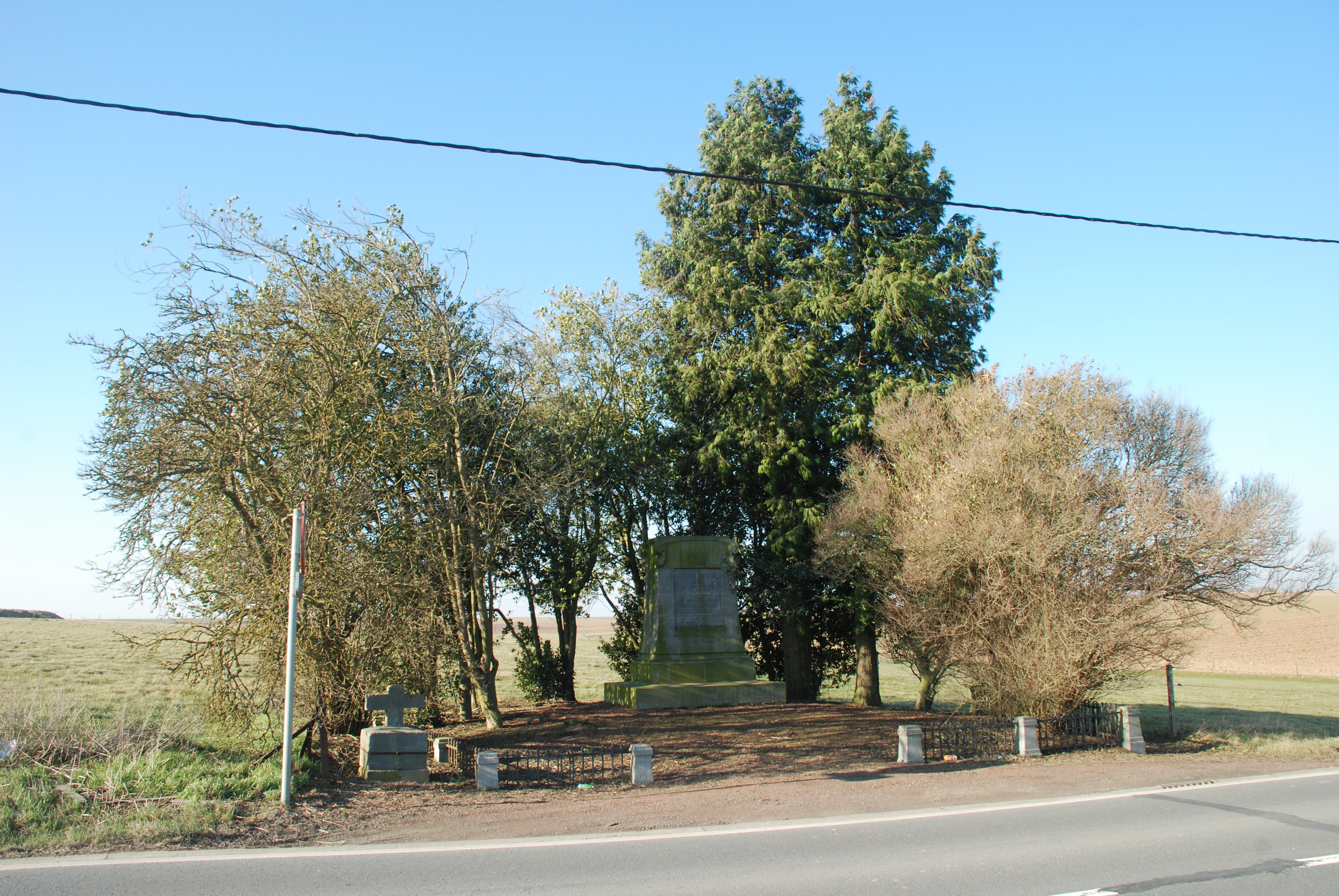
Le bosquet qui abrite le monument.

## Historique
Le monument fait l'objet d'un classement au titre des monuments historiques depuis le 19 juillet 1984.

## Description
Le monument est une stèle commémorative de style éclectique en pierre bleue d'environ 3 m de haut. Dressé sur un socle horizontal, il présente un large cartouche surmonté de la date du 16 juin 1815 et d'un arc en anse de panier terminé par des volutes desquelles pendent des grappes de feuillages.
Sur le cartouche est gravé un hommage aux Belges morts sur le champ de bataille le 16 juin 1815. Le texte de cet hommage est très semblable à celui du Monument aux Belges de Waterloo :

« 1815

16 juin

À la Mémoire

Des Belges Tués

À la Bataille de Quatre Bras

Pour la Défense du Drapeau

Et l'Honneur

Des Armes »

Rappelons qu'il ne s'agit aucunement de la défense du drapeau belge, l'État belge n'étant né qu'en 1830. Il s'agit ici d'une formulation neutre permettant de rendre hommage aux Belges tombés dans les deux camps, français et allié.
Cet hommage est traduit en néerlandais sur le côté gauche du monument :

« Ter Nagedachtenis

Der Belgen

Te Quatre Bras

Voor de Verdediging

Van het Vaandel

En de Eer der Wapens

Gesneuveld »

Sur le côté droit figure un autre hommage en néerlandais :

« Zij Streden

Als Leeuwen

Tegen Troepen

Sterker

In Getal »

Ceci peut se traduire par Ils luttèrent comme des lions contre des troupes supérieures en nombre.

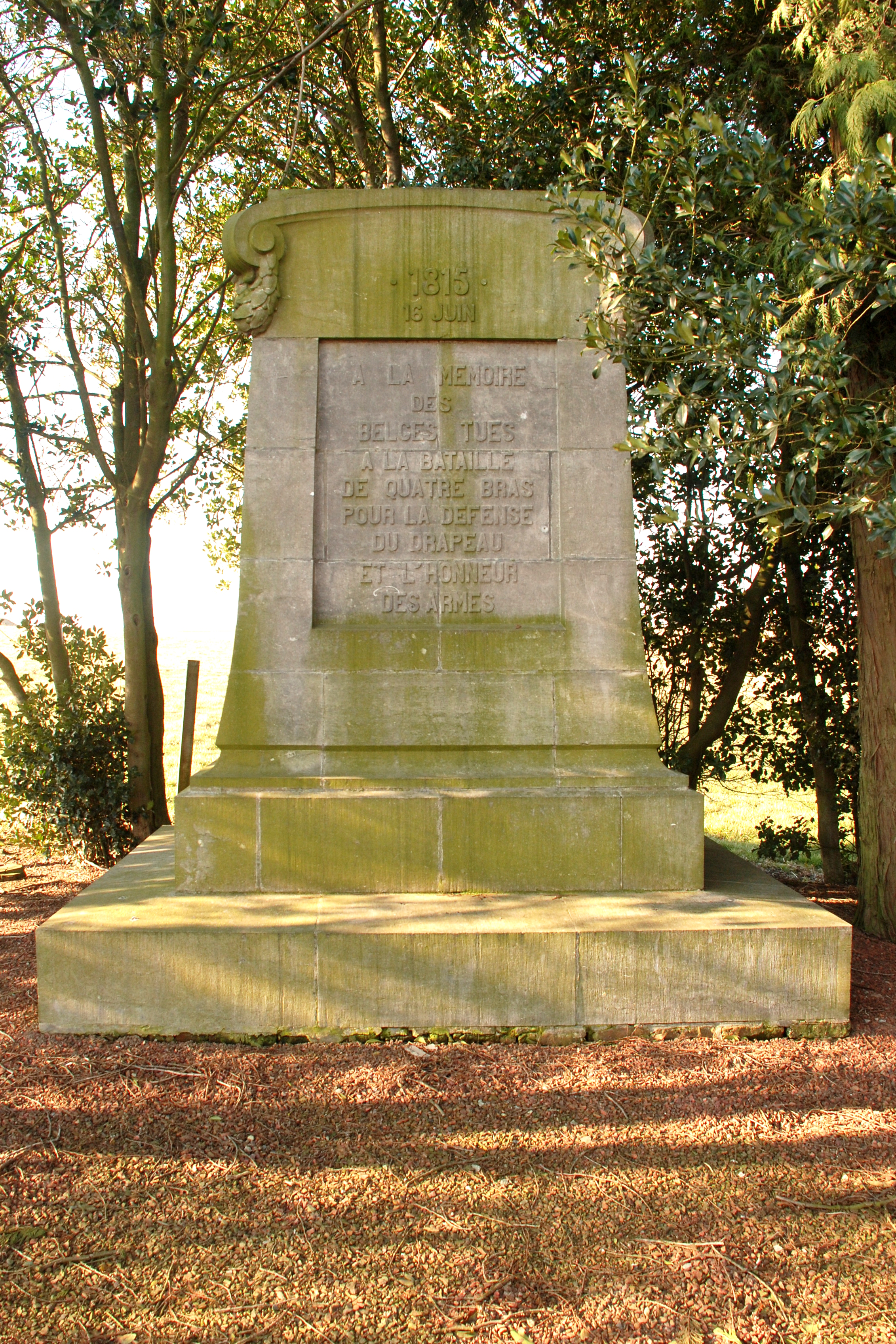
Le monument.
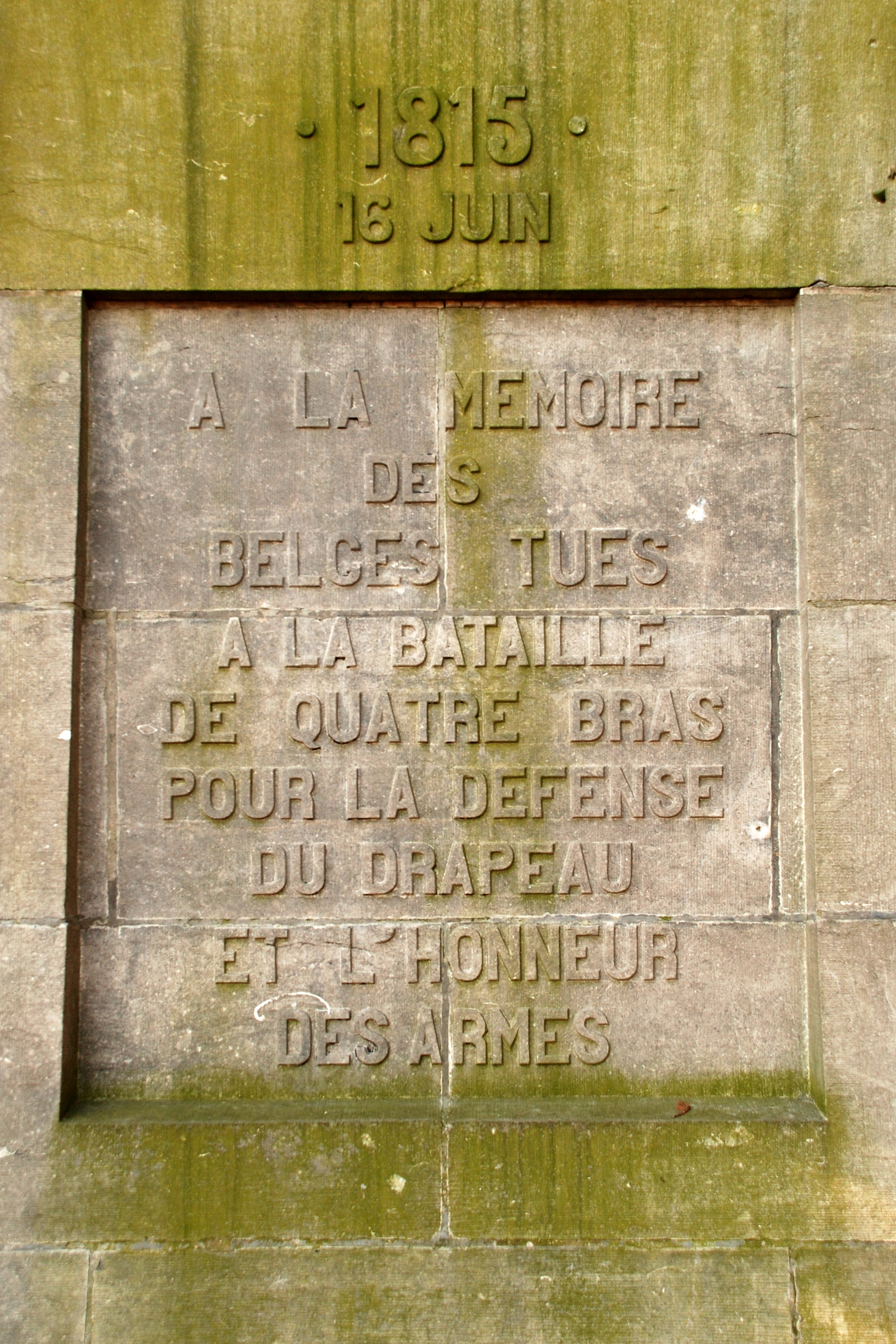
Le texte de l'hommage.
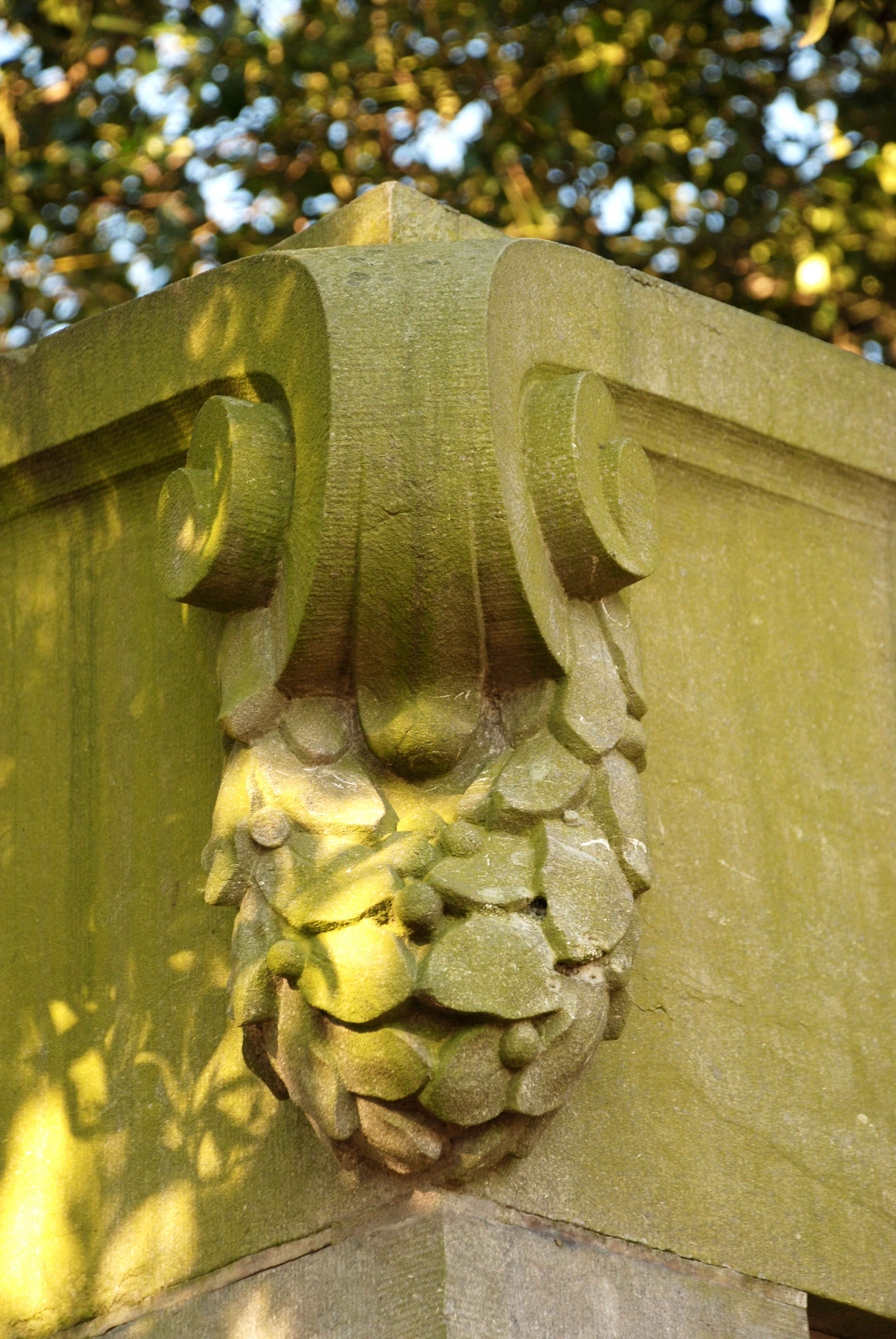
Volute et grappe de feuillages.